# Мемфіс (Індіана)
Мемфіс (англ. Memphis) — переписна місцевість (CDP) в США, в окрузі Кларк штату Індіана. Населення — 1077 осіб (2020).

## Географія
Мемфіс розташований за координатами 38°29′42″ пн. ш. 85°46′1″ зх. д. / 38.49500° пн. ш. 85.76694° зх. д. (38.494935, -85.767027).  За даними Бюро перепису населення США в 2010 році переписна місцевість мала площу 6,79 км², з яких 6,73 км² — суходіл та 0,06 км² — водойми.

## Демографія
Згідно з переписом 2010 року, у переписній місцевості мешкало 695 осіб у 278 домогосподарствах у складі 192 родин. Густота населення становила 102 особи/км².  Було 303 помешкання (45/км²).
Расовий склад населення:
| - 96,5 % — білих - 1,7 % — чорних або афроамериканців - 1,2 % — осіб інших рас |

До двох чи більше рас належало 0,6 %. Частка іспаномовних становила 1,4 % від усіх жителів.
За віковим діапазоном населення розподілялося таким чином: 25,0 % — особи молодші 18 років, 66,8 % — особи у віці 18—64 років, 8,2 % — особи у віці 65 років та старші. Медіана віку мешканця становила 32,8 року. На 100 осіб жіночої статі у переписній місцевості припадало 92,0 чоловіків;  на 100 жінок у віці від 18 років та старших — 96,6 чоловіків також старших 18 років.
Середній дохід на одне домашнє господарство  становив 70 835 доларів США (медіана — 49 243), а середній дохід на одну сім'ю — 83 058 доларів (медіана — 73 988). За межею бідності перебувало 13,7 % осіб, у тому числі 20,3 % дітей у віці до 18 років та 0,0 % осіб у віці 65 років та старших.
Цивільне працевлаштоване населення становило 307 осіб. Основні галузі зайнятості: освіта, охорона здоров'я та соціальна допомога — 32,6 %, виробництво — 16,3 %, роздрібна торгівля — 12,7 %.